# Rudgea erioloba
Rudgea erioloba är en måreväxtart som beskrevs av George Bentham. Rudgea erioloba ingår i släktet Rudgea och familjen måreväxter. Inga underarter finns listade i Catalogue of Life.